# 盖尔·里基森
盖尔·里基森（英語：Gail Ricketson，1953年9月12日—），美国女子赛艇运动员。她曾代表美国参加1976年夏季奥林匹克运动会赛艇比赛，获得女子八人单桨有舵手铜牌。